# Beluće
Beluće (izvirno srbsko Белуће) je naselje v Srbiji, ki upravno spada pod Občino Mladenovac; slednja pa je del Mesta Beograd.

## Demografija
V naselju, katerega izvirno (srbsko-cirilično) ime je Белуће, živi 203 polnoletnih prebivalcev, pri čemer je njihova povprečna starost 42,6 let (41,0 pri moških in 44,4 pri ženskah). Naselje ima 67 gospodinjstev, pri čemer je povprečno število članov na gospodinjstvo 3,93.
To naselje je v glavnem srbsko (glede na popis iz leta 2002).
|  |

| Demografija | Demografija     | Demografija     |
| Leto        | Št. prebivalcev | Št. prebivalcev |
| ----------- | --------------- | --------------- |
|             |                 |                 |
|             |                 |                 |
|             |                 |                 |
|             |                 |                 |
| 1948        | 289             |                 |
| 1953        | 305             |                 |
| 1961        | 339             |                 |
| 1971        | 316             |                 |
| 1981        | 295             |                 |
| 1991        | 314             | 295             |
| 2002        | 281             | 263             |
|             |                 |                 |

| Etnična sestava po popisu iz leta 2002 | Etnična sestava po popisu iz leta 2002 | Etnična sestava po popisu iz leta 2002 | Etnična sestava po popisu iz leta 2002 | Etnična sestava po popisu iz leta 2002 |
| -------------------------------------- | -------------------------------------- | -------------------------------------- | -------------------------------------- | -------------------------------------- |
| Srbi                                   | Srbi                                   |                                        | 261                                    | 99,23%                                 |
| Črnogorci                              | Črnogorci                              |                                        | 1                                      | 0,38%                                  |
| Jugoslovani                            | Jugoslovani                            |                                        | 1                                      | 0,38%                                  |
| Neznano                                | Neznano                                |                                        | 0                                      | 0,0%                                   |